# Козловский, Михаил Григорьевич
Князь Михаил Григорьевич Козловский — воевода во времена правления Михаила Фёдоровича.
Из княжеского рода Козловские. Младший сын князя Григория Ивановича Козловского. Имел братьев князей: Афанасия и Василия Григорьевичей.

## Биография
В 1620-1621 годах воевода в Ливнах. В 1626-1628 годах воевода в Белгороде. В 1631-1633 годах воевода в Сургуте. В феврале 1635 года встречал за Тверскими воротами польских послов, у которых был приставом. С данными послами присутствовал на встречах у Государя, сидел с ними за кривым государевым столом при приёмах в Грановитой палате. В 1638 второй, а в 1639 году первый воевода в Мценске для охранения от прихода крымских войск. В 1641 году воевода в Курске, где и умер.
По родословной росписи показан бездетным.

## Критика
В Боярской книге записан современник князь Михаил Григорьевич Козловский со службами: московский дворянин (1627-1640), стряпчий (1676), стольник (1677-1686) — не имеет отношения к данному лицу и является сыном боярина князя Григория Афанасьевича Козловского. Возможно, что упоминание московским дворянином (1627-1640), является следствием смешивания двух одинаковых лиц и вероятно относятся к Михаилу Григорьевичу (ум. 1641), так как на момент последнего упоминания сына Г.А. Козловского — Михаила Григорьевича стольником (1686), ему было бы около 85 лет, что очень много для тех времён.